# Liga Nacional de Nueva Zelanda 2003
La Liga Nacional de Nueva Zelanda 2003 fue la trigésima tercera y última edición de la antigua primera división del país. Luego de esta temporada, la Asociación de Fútbol de Nueva Zelanda decidiría instaurar un torneo basado en franquicias regionales a partir de 2004: el Campeonato de Fútbol, mientras que los clubes que participaban en la Liga Nacional pasarían a disputar únicamente las ligas regionales y a ser feeder clubs de las franquicias.
El Miramar Rangers obtuvo su segundo título al vencer al East Auckland en la final.

## Ascensos y descensos
| Pos | de la Liga Nacional |
| --- | ------------------- |
| 10º | Waitakere City      |

| Pos | de la Promoción |
| --- | --------------- |
| 1º  | Caversham       |

## Equipos participantes
| Equipo               | Ciudad           |
| -------------------- | ---------------- |
| Canterbury United    | Christchurch     |
| Caversham            | Dunedin          |
| Central United       | Auckland         |
| Dunedin Technical    | Dunedin          |
| East Auckland        | Auckland         |
| Miramar Rangers      | Wellington       |
| Napier City Rovers   | Napier           |
| North Shore United   | North Shore      |
| Red Sox Manawatu     | Palmerston North |
| Tauranga City United | Tauranga         |

## Clasificación
| Pos | Equipo               | PJ | G  | E | P  | GF | GC | Dif | Pts |
| --- | -------------------- | -- | -- | - | -- | -- | -- | --- | --- |
| 1   | Miramar Rangers      | 18 | 11 | 0 | 7  | 46 | 29 | 17  | 33  |
| 2   | East Auckland        | 18 | 10 | 3 | 5  | 34 | 24 | 10  | 33  |
| 3   | Central United       | 18 | 10 | 1 | 7  | 44 | 29 | 15  | 31  |
| 4   | Napier City Rovers   | 18 | 9  | 2 | 7  | 29 | 18 | 1   | 29  |
| 5   | Red Sox Manawatu     | 18 | 8  | 3 | 7  | 32 | 29 | 3   | 27  |
| 6   | Canterbury United    | 18 | 7  | 5 | 6  | 34 | 34 | 0   | 26  |
| 7   | North Shore United   | 18 | 6  | 5 | 7  | 30 | 34 | -4  | 23  |
| 8   | Caversham            | 18 | 5  | 5 | 8  | 19 | 26 | -7  | 20  |
| 9   | Dunedin Technical    | 18 | 6  | 2 | 10 | 24 | 38 | -14 | 20  |
| 10  | Tauranga City United | 18 | 4  | 2 | 12 | 20 | 41 | -21 | 14  |

J: partidos jugados; G: partidos ganados; E: partidos empatados; P: partidos perdidos; GF: goles a favor;
 GC: goles en contra; DG: diferencia de goles; Pts: puntos
|  | Clasificación a los playoffs |

## Playoffs

### Semifinales
| 31 de mayo de 2003 | Miramar Rangers | 0:2 (0:2) | East Auckland          | -, Wellington |  |
|                    |                 |           | Viljoen 6' · Waugh 33' |               |  |

| 31 de mayo de 2003 | Central United                       | 3:2 (1:1) | Napier City Rovers        | -, Auckland |  |
|                    | Campbell 39' · Major 64' · Skyes 90' |           | McIvor 41' · Johnston 53' |             |  |

### Final preliminar
| 8 de junio de 2003 | Miramar Rangers                         | 5:2 (1:0) | Central United         | -, Wellington |  |
|                    | Little 5' 70' · Ryan 54' 74' · Imam 80' |           | Aliaga 59' · Major 60' |               |  |

### Final
| 15 de junio de 2003 | East Auckland                   | 2:3 (1:1) | Miramar Rangers  | Estadio North Harbour, North Shore                   |                                                      |
|                     | Waetford 45' (pen.) · Waugh 68' |           | Ryan 20' 59' 90' | Asistencia: 2000 espectadores Árbitro(s): Ian Walker | Asistencia: 2000 espectadores Árbitro(s): Ian Walker |

| Bandera de Nueva Zelanda           |
| Campeón Miramar Rangers 2.º título |